# غراهام فيف
غراهام فيف (بالإنجليزية: Graham Fyfe)‏ هو لاعب كرة قدم بريطاني، ولد في 18 أغسطس 1951 في ماذرويل ‏ في المملكة المتحدة. لعب مع نادي دمبرتون ونادي رينجرز ونادي هيبرنيان.